# Ritchot
Ritchot est une municipalité rurale du Manitoba à 27 km au sud de Winnipeg. Elle comptait 5 478 habitants lors du référendum de 2011. Elle est constituée de plusieurs collectivités : Saint-Adolphe, Sainte-Agathe, Glenlea, Grande Pointe, Howden, Île-des-Chênes et Red River Drive.
La municipalité de Ritchot a été en grande partie peuplée par des pionniers originaires du Québec, mais aussi par des Ukrainiens et des Polonais. Ils sont surtout présents au sud de la commune. 40 % de la population est francophone.

## Démographie
| 2001  | 2006  | 2011  | 2016  |
| ----- | ----- | ----- | ----- |
| 4 958 | 5 051 | 5 478 | 6 679 |